# Pygoscelis
Pygoscelis Wagler, 1832 è un genere di uccelli della famiglia Spheniscidae a cui appartengono i pinguini dalla coda a spazzola o pigoscelidi.

## Tassonomia
Il genere comprende 3 specie viventi e 2 sottospecie:
- Pygoscelis papua (J.R.Forster, 1781) - pigoscelide comune o pinguino papua
  - P. papua papua (J.R.Forster, 1781)
  - P. papua ellsworthi Murphy, 1947
- Pygoscelis adeliae (Hombron & Jacquinot, 1841) - pigoscelide di Adelia
- Pygoscelis antarcticus (J.R.Forster, 1781) - pigoscelide antartico

Sono inoltre state descritte due specie fossili:
- Pygoscelis tyreei Simpson, 1972 † - pigoscelide di Tyree[2]
- Pygoscelis grandis Walsh and Suarez,2006 †[3]

## Descrizione
Sono pinguini di taglia medio-piccola. Il becco è in parte ricoperto da penne, la coda è allungata e stretta.

## Biologia

### Alimentazione
La loro alimentazione è in linea di massima composta da krill.

## Distribuzione e habitat
Tutte e 3 le specie del genere vivono esclusivamente in Antartide e nelle circostanti acque dell'oceano Meridionale.